# Bostrychoplites suturalis
Bostrychoplites suturalis är en skalbaggsart som beskrevs av Pierre Lesne 1931. Bostrychoplites suturalis ingår i släktet Bostrychoplites och familjen kapuschongbaggar. Inga underarter finns listade i Catalogue of Life.